# Johannes von Muralt (Geistlicher)

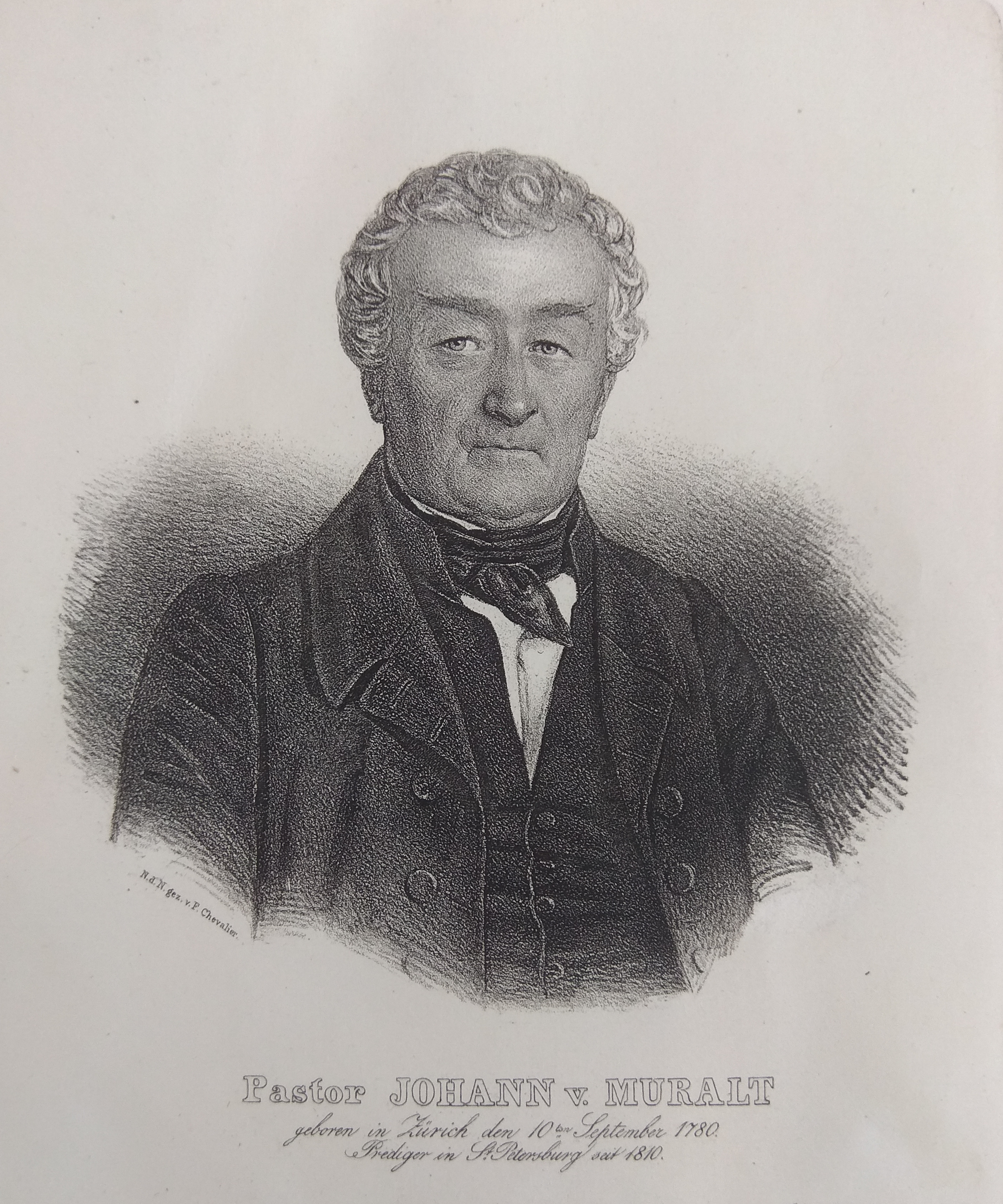
Johannes von Muralt

Johannes von Muralt (* 10. September 1780 auf Schloss Heidelberg in der Gemeinde Hohentannen; † 16. Februarjul. / 28. Februar 1850greg. in Sankt Petersburg; heimatberechtigt in Zürich) war ein Schweizer Pädagoge und reformierter Geistlicher.

## Leben

### Familie und Ausbildung
Johannes von Muralt entstammte der Familie Muralt und war der Sohn des Gerichtsherrn und Politikers Leonhard von Muralt (* 7. Juni 1751; † 30. Oktober 1822 auf Schloss Heidelberg) und von dessen Ehefrau Maria Ursula (* 8. Juli 1751 in Bischofszell; † 2. Februar 1823 ebenda), der Tochter des Mediziners Melchior Scherb (1710–1771) aus Bischofszell; er hatte noch acht Geschwister.
Zu seinen direkten Vorfahren gehörten unter anderem Gaffo de Muralto, Johannes Muralt (1500–1576), Johannes Muralt (1577–1645) und Caspar Muralt (1627–1718).
Sein Onkel war der Jurist und Oberst Franz von Muralt (1745–1821).
Er blieb zeit seines Lebens unverheiratet.
Johannes von Muralt besuchte anfangs die evangelische Dorfschule in Hohentannen, bis 1792 die reformierte Stadtschule in Bischofszell und darauf bis 1797 die 1789 neu errichtete, Lateinschule beim Rektor Johann Conrad Sulzer in Winterthur. Als Pfarrer wirkte in Bischofszell Felix Waser (1722–1799), der ihn in seiner weiteren Entwicklung beeinflusste, weil dieser die Ansichten von Jean-Jacques Rousseau und Heinrich Zschokke vertrat und sein sogenanntes Waserbüchlein in der Kirche und an der Schule einführte, aus dem unter anderem die modernen Lieder von Christian Fürchtegott Gellert gesungen wurden.
Er besuchte seit 1797 die Höhere Lehranstalt (siehe Collegium Carolinum) in Zürich zu einem Theologie-, Philosophie- und Philologiestudium und hörte Vorlesungen unter anderem bei Felix Nüscheler (1738–1816), Leonhard Usteri (1769–1853) und Johann Jakob Hottinger. Nach seinem Examen am 21. April 1800 setzte er sein Studium, unterstützt durch ein Familienstipendium, für achtzehn Monate an der Universität Halle fort und hörte dort unter anderem Vorlesungen zu Hermeneutik und Kirchenhistorie bei Johann August Nösselt, bei dem er auch wohnte, sowie die Vorlesungen bei August Hermann Niemeyer, Johann Severin Vater, Georg Christian Knapp, Johann August Eberhard, Johann Heinrich Tieftrunk, Johann Gebhard Ehrenreich Maaß und Friedrich August Wolf.
Zum Ende des Studiums erhielt er eine Einladung von Johann Heinrich Pestalozzi, in dessen Erziehungsinstitut im Schloss Burgdorf zu kommen, sowie eine weitere, eine Erzieherstelle in Paris anzunehmen. Weil er seine Studien in selbständiger Weise durch einen längeren Aufenthalt in Paris abschliessen konnte, entschied er sich für Paris und brach Ostern 1802 von Halle auf. Auf dem Weg dorthin, gemeinsam mit seinen Freunden, schloss sich ihnen bis Wernigerode auch ihr Hochschullehrer Friedrich August Wolf an; am 22. Mai 1802 traf er in Paris ein. Er hielt sich bis zum 10. Mai 1803 in Paris auf und erlernte in dieser Zeit die französische Sprache, sodass er später seinen französischen Amtsbruder vertreten konnte. Ausgestattet mit Empfehlungsbriefen seines Lehrers Friedrich August Wolf fand er Zugang zu den Pariser Gelehrtenkreisen und wurde hierbei von dem Altertumsforscher Aubin-Louis Millin de Grandmaison aufgenommen. Er lernte den Gräzisten Jean-Baptiste Gaspard d’Ansse de Villoison und den Philologen Friedrich Jakob Bast (1771–1811) kennen. Während seines Aufenthaltes besichtigte er die 1784 von Johann Heinrich Pestalozzi angeregte und von Valentin Haüy gegründete erste Blindenanstalt (siehe Institut National des Jeunes Aveugles) in Paris und erlebte den Unterricht des Taubstummen-Lehrers Roch-Ambroise Cucurron Sicard. Im Herbst besuchte er mehrere Vorlesungen am Collège de France; die meisten Professoren hatte er bei Aubin-Louis Millin de Grandmaison und Friedrich Jakob Bast persönlich kennengelernt. Er hörte unter anderem auch Vorlesungen bei Friedrich Schlegel, in dessen Haus er auch verkehrte; durch diese Verbindung machte er auch die Bekanntschaft mit Germaine de Staël. In dieser Zeit lernte er auch Johann Heinrich Pestalozzi persönlich kennen, der sich als Abgeordneter der Schweiz in Paris aufhielt (siehe auch Helvetische Consulta), um mit weiteren Abgeordneten unter Anleitung und Vermittlung der französischen Regierung unter dem ersten Konsul Napoléon Bonaparte zwischen dem 10. Dezember 1802 und dem 19. Februar 1803 die Mediationsakte, eine neue Verfassung für die Schweiz und ihre Kantone, auszuarbeiten. Kurz vor der Ankunft von Johann Heinrich Pestalozzi hatte er dessen Schrift Wie Gertrud ihre Kinder lehrt gelesen, die einen grossen Einfluss auf ihn ausübte.

### Wirken in der Schweiz
Johannes von Muralt unterrichtete nach seinem Aufenthalt in Paris anfangs für vier Wochen den Sohn von Germaine de Staël auf Schloss Coppet am Genfersee; sein Nachfolger wurde August Wilhelm Schlegel. Von 1804 bis 1810 unterrichtete er bei Johann Heinrich Pestalozzi im Schloss Burgdorf; dort erteilte er anfangs den Religionsunterricht und unterrichtete die französische Sprache und einzelne Fächer für französische Schüler, die die deutsche Sprache noch nicht beherrschten; in Burgdorf lernte er auch Johannes Ramsauer kennen, der dort ebenfalls unterrichtete. Nachdem der Nutzungsvertrag 1804 gekündigt worden war, zogen die Schüler nach Münchenbuchsee, deren Leitung zu Beginn Philipp Emanuel von Fellenberg übernahm. In Münchenbuchsee lernte Johannes von Muralt Rosette Kasthofer kennen, die er mit der Erziehungsmethode von Johann Heinrich Pestalozzi vertraut machte, und die sich daraufhin entschloss, Pädagogin zu werden.
Aufgrund ihrer verschiedenen Persönlichkeiten kam Johann Heinrich Pestalozzi zu dem Schluss, noch 1804 mit einer kleinen Anzahl Schüler nach Yverdon-les-Bains (Kanton Waadt) umzusiedeln. Im Juli 1805 folgte Johannes von Muralt, nach dem Bestehen seines Staatsexamens und seiner Ordination, Johann Heinrich Pestalozzi nach Yverdon. Während seiner Zeit als Lehrer befanden sich zweihundert Schüler und fünfzehn Lehrer an der Lehreinrichtung; zu diesen gehörten unter anderem Joseph Schmid (1785–1851), Johannes Niederer, der 1814 Rosette Kasthofer heiratete, und Karl Justus Blochmann.
Ein von der Tagsatzung im Jahr 1809 angeforderter Bericht über das Institut nannte Johannes von Muralt unter den 26 Lehrern (ohne Töchteranstalt) nach Johannes Niederer und Hermann Krüsi an dritter Stelle.

### Wirken in Sankt Petersburg
Im Februar 1810 erhielt Johannes von Muralt von seinem ehemaligen Schulfreund Friedrich Ludwig Escher, der vor einigen Jahren nach Sankt Petersburg übergesiedelt war, die schriftliche Anfrage, ob er bereit sei, die soeben frei gewordene Stelle eines Predigers an der deutsch-reformierten Gemeinde in Sankt Petersburg sowie als Lehrer anzunehmen. Aufgrund von Streitigkeiten im Lehrerkollegium in Yverdonn und mit der Aussicht, auch als Lehrer in Sankt Petersburg tätig zu werden, nahm er das Angebot an und bewarb sich, mit einer Empfehlung von Johann Heinrich Pestalozzi, um die Stelle. Die Gemeinde in Sankt Petersburg wählte ihn am 23. Mai 1810 einstimmig zu ihrem Prediger.
Während seiner Reise nach Sankt Petersburg, die ihn über Berlin führte, traf er dort unter anderem den Direktor in der Abteilung für den öffentlichen Unterricht im Ministerium der geistlichen Angelegenheiten, Johann Wilhelm Süvern und Georg Heinrich Ludwig Nicolovius sowie Henriette Herz. Auf seiner Weiterreise begegnete er in Königsberg Johann Georg Scheffner, der ihn mit Ludwig von Wißmann, der ihn mit Eberhard Gottlieb Graff und Johann Friedrich Herbart bekannt machte. In Riga traf er den Oberpastor Karl Gottlob Sonntag bevor er im Oktober 1810 in Sankt Petersburg eintraf. 
Von 1810 bis 1850 war er als Pfarrer der deutsch-reformierten Kirchgemeinde in Sankt Petersburg. Seine Gemeinde zählte ungefähr eintausend Gemeindemitglieder und der grösste Teil von ihnen gehörte dem kaufmännischen Stand an aber auch Beamte und Handwerker; bis 1836 verdoppelte sich die Zahl der Gemeindemitglieder auf zweitausend Personen. Sie waren überwiegend aus Deutschland, aus Ostpreussen, Kurhessen und der Pfalz eingewandert; dazu gehörten auch einige Schweizer. 
In seiner Amtszeit trat 1824 eine grosse Überschwemmung ein, die auch das alte Kirchengebäude der Sankt-Petri-Kirche, die gemeinsam von der lutherischen und reformierten Gemeinde besucht wurde, betraf und beträchliche Schäden verursachte. Das Gebäude musste abgetragen und neu erbaut werden, hierfür empfahl er den Architekten Georg Ruprecht Zollikofer. 1833 wurde der Grundstein gelegt und nach fünfjähriger Bauzeit konnte das neue Gotteshaus am Reformationstag, dem 31. Oktober 1838, eingeweiht werden. Durch seine Vermittlung gelang es der Gemeinde, vom russischen Finanzminister Georg Cancrin ein Darlehen in Höhe von 150.000 Rubel zu erhalten, der bereits nach einigen Jahren durch die Gemeindemitglieder abgetragen werden konnte. Seit 1836 wurde er in seinem geistlichen Amt durch seinen Neffen Eduard von Muralt unterstützt und entlastet. 
Johannes von Muralt hatte aus der Schweiz Empfehlungsbriefe für Wiktor Pawlowitsch Kotschubei dabei, der ihn beim Minister für Volksaufklärung Alexei Kirillowitsch Rasumowski (1748–1822), der mit Joseph de Maistre befreundet war, vorstellte. Er lernte auch Michail Michailowitsch Speranski kennen, der sich für seine Ideen einsetzen wollte, aber 1812 nach Perm verbannt wurde. 
1811 gründete er in Sankt Petersburg eine private Bildungseinrichtung, die sich an den pädagogischen Prinzipien von Johann Heinrich Pestalozzi orientierte und bis zu ihrer Schließung Ende 1837 von Kindern der Vertreter der russischen Elite besucht wurde; er teilte seinen Schülern die Schliessung der Lehreinrichtung mit, als diese am 18. Dezember 1837 am Gribojedow-Kanal stehend, den brennenden Winterpalast beobachteten. Johannes von Muralt legte großen Wert darauf, dass die Lehrer in ihrer Muttersprache unterrichteten. Aus diesem Grund bot die Schule mit sechs Lehrern über zwei Jahrzehnte hinweg den besten Russisch- und Literaturunterricht im gesamten Land an; zu seinen Lehrkräften gehörte unter anderem Nikolai Iwanowitsch Gretsch. 1817 gründete er die deutsch-reformierte Kirchenschule. 
In Sankt Petersburg stand er im Mittelpunkt des gesellschaftlichen Lebens der Schweizerkolonie und bildete die Anlaufstelle für viele Schweizer Auswandernde.
Er gründete 1814 den Schweizerverein in Sankt Petersburg, um den Kanton Glarus finanziell zu unterstützen, nachdem dort eine Hungerkrise ausgebrochen war; bis zu seinem Tod blieb er auch dessen Vorsitzender. Durch die Folgen der Verfassungskämpfe, der Kriege und den Massregeln der Kontinentalsperre Napoleons, der einen Handel mit England verbot, lag der Haupterwerbszweig des Kantons, die Industrie mit der Maschinenspinnerei und -weberei, darnieder, sodass für die dortigen Arbeiterfamilien die Einkommen entfielen. Durch die Bemühungen des Vereins gelang es, dass ein Generalkonsul in Sankt Petersburg angestellt werden konnte, deren erster François Duval (1776–1854) wurde.
1825 war er Seelsorger von Ludwig Niklaus von Stürler, der beim Aufstand der Dekabristen tödlich verwundet worden war.
Nachdem Anfang der 1840er Jahre die Pastoralabende eingeführt worden waren, an denen sich die Geistlichen zu wöchentlichen Zusammenkünften zusammenfanden, bildete sich auch der Theologische Lesekreis, an dem fast alle Pastoren beteiligt waren, der es ermöglichte, die bedeutendsten theologischen Zeitschriften den einzelnen Geistlichen zugänglich zu machen. Johannes von Muralt zählte 1846 zu den Mitgründern der Evangelischen Bibliothek.
Er pflegte eine Freundschaft mit Georg von Engelhardt, zum Geheimrat Heinrich Friedrich von Storch, zum Mediziner Jeremias Rudolph Lichtenstaedt, zum russischen Finanzminister Georg Cancrin sowie zum Generalleutnant Johann Kaspar Fäsi und war in engem Kontakt mit dem deutschen Dichter Friedrich Maximilian Klinger, besonders 1812 nach dem frühen Tod von dessen Sohn Alexander Klinger; Friedrich Maximilian Klinger wechselte später von der lutherischen zur reformierten Gemeinde über. Johannes von Muralt kümmerte sich nach dem Tod von Friedrich Maximilian Klinger, im Auftrag von dessen Witwe, um die Ordnung von dessen Papieren.
Er stand in Briefwechsel mit Johann Heinrich Pestalozzi, Wilhelm Ernst von Beaulieu-Marconnay und Hans Georg Nägeli.

## Mitgliedschaften
Johannes von Muralt gründete 1814 die Schweizerische Hilfsgesellschaft in Sankt Petersburg.

## Ehrungen und Auszeichnungen
Nach der Schliessung seiner Schule erhielt Johannes von Muralt 1838 die Kaiserliche Krone zum bereits erteilten Annenorden 2. Klasse. Zehn Jahre zuvor hatte er bereits den Wladimirorden 4. Klasse erhalten.